# 原嶋あかり
原嶋 あかり（はらしま あかり、1990年3月9日 - ）は、日本の女性声優。北海道中標津町出身。東京俳優生活協同組合所属。

## 来歴
小学4年生の頃にアニメが好きな姉から「面白い仕事があるの。声優って言うんだけどね」と聞いたことがきっかけで声優業を志す。中学時代に友達に「私は声優になりたい！」と言っていたという。北海道出身で札幌市にも声優学校があったものの、上京すると言っていたという。なお、母には中学時代までは入所しないよう言われたという。その後、高校時代にアミューズメントメディア総合学院に15期生として入所した。
2013年12月まで青二プロダクション（ジュニア）に所属していた。フリーの期間を経て、2015年5月より東京俳優生活協同組合に所属する。
「TA-Link's」の齋藤勝太、川西竜弥と共にユニット「chocoNekoβ」（ちょこねこび）として2015年から活動を開始。原嶋はボーカルを担当。2018年3月をもってユニット活動は休止となった。

## 人物
声種はソプラノ。
食品衛生責任者の資格と免許を持つ。趣味は散歩・靴下にゃんこのグッズ収集。
身長が139cmと年齢に対して低く、本人もラジオ番組などでそのことについて触れることがある。

## 出演
太字はメインキャラクター。

### テレビアニメ
2011年
- 異国迷路のクロワーゼ The Animation（侍女2、侍女1）
- 探偵オペラ ミルキィホームズ サマー・スペシャル（司会者）
- デジモンクロスウォーズ 時を駆ける少年ハンターたち（子供4）

2012年
- 好きっていいなよ。（純、女子生徒）
- 聖闘士星矢Ω（子供）
- 戦国コレクション（子供）
- 這いよれ! ニャル子さん（女子生徒）
- BTOOOM!（女生徒）
- BRAVE10（令嬢）
- ONE PIECE（子供）

2013年
- 犬とハサミは使いよう（女子高生B）
- カーニヴァル（ナース）
- きんいろモザイク（女子生徒A）
- 京騒戯画（パクパク）
- 琴浦さん（女子生徒A）
- ゴールデンタイム（女子学生A#2）
- ジュエルペット ハッピネス（リン）
- 戦姫絶唱シンフォギアG（綾野小路）
- D.C.III 〜ダ・カーポIII〜
- たまこまーけっと（カエデ）
- 団地ともお（同級生B）
- はたらく魔王さま！（オペレーターB）
- 八犬伝―東方八犬異聞―（金狐、子供、生徒）- 2シリーズ
- ファンタジスタドール（ポンポン）
- 変態王子と笑わない猫。（女子生徒B）
- 〈物語〉シリーズ セカンドシーズン（女子中学生）
- リトルバスターズ!（女子生徒A）

2014年
- となりの関くん（生徒）
- 凪のあすから（濱中生徒C、濱中生徒B）

2019年 
- 指先から本気の熱情-幼なじみは消防士-（2019年 - 2021年、笹原恵美） - 2シリーズ / 通常版

2023年
- アイドルマスター ミリオンライブ!（中谷育）

### OVA
- 百合星人ナオコサン 3 Third Party（2010年、みすず）
- ふたりエッチ（第3期）（2014年、堤るい[12]）

### Webアニメ
- 京騒戯画（2011年、パクパク[13]）

### ゲーム
2010年
- モンスターファームラグーン

2011年
- テイルズ オブ エクシリア
- どきどきすいこでん（八王子那々）

2012年
- アンチェインブレイズ エクシヴ（ウェパル）
- テイルズ オブ エクシリア2（エル・メル・マータ〈モーションアクター〉）

2013年
- アイドルマスター ミリオンライブ!（2013年 - 2017年、中谷育）
- マブラヴ オルタネイティヴ トータル・イクリプス

2015年
- テイルズ オブ ゼスティリア（エドナ〈モーションアクター〉）

2016年
- テイルズ オブ ベルセリア（ライフィセット〈モーションアクター〉）
- ブレイブソード×ブレイズソウル（2016年 - 2019年、フレイムタン、スノーボード、カトブレパス）

2017年
- アイドルマスター ミリオンライブ! シアターデイズ（2017年 - 2024年、中谷育）
- ブレイブリーアーカイブ ディーズレポート（スターチス・ラッカー、リコッタ・ガディ）

2019年
- ドラゴンネストR（レンゲ）

2020年
- モンスターストライク（ユンファ）

2021年
- アイドルマスター ポップリンクス（中谷育）
- テイルズ オブ アライズ（ココル〈モーションアクター〉）

2023年
- けものフレンズ3（カモメ）

### ラジオ
※はインターネット配信。
- 鹿野優以と原嶋あかりのケータイ大作戦!（2010年 - 2011年、携帯サイトkoe☆moe※）
- ハマテレビジョン（2011年 - 2014年、超!A&G+※）[24]
- RADIO 4Gamer Tap(仮)（2015年、超!A&G+※）アシスタント[25]

### ラジオドラマ
- 青山二丁目劇場 空き地の文化祭（2010年、松原由希）

### ナレーション
- ハピネットちっちゃな手のりモンキー『ハグミン』キャラクターナレーション（2017年[26]）
- ハピネット「ミックスデコフルペン」のナレーション（2017年[27]）
- 戸田建設「トッチとダッチの大冒険（SDGs編）」（2021年、ダッチ 役[28]）

### 吹き替え
- スマイル、アゲイン（2013年、ルイス〈ノア・ロマックス〉）
- ヒラリー・スワンク ライフ（2014年、ジョージ）
- イグジスツの遭遇（2014年、リズ）
- ザ・マミー（英語版）（2019年、ファン・ラモン・ロペス）
- カイジ 動物世界（2019年、チョウ・ドンユィ） - DVD版

### 舞台
- オクトの樹（2012年5月2日 - 5月5日、あうるすぽっと）タマユラヒメ 役
- 池田屋チェックイン（2011年9月14日 - 9月18日、天王洲銀河劇場）おれん 役
- スペーストラベラー（2012年7月25日 - 7月29日、あうるすぽっと）
- Otona Project 第十一弾演劇ユニット【爆走おとな小学生】第三回特別授業『ヲトメ噺〜女学生見聞録鍵奇譚〜』（2017年12月13日 - 14日、キンケロ・シアター） - 鍵屋の母役[29] [30]

### 朗読劇
- デルフィニア音楽会2016 in 東京グローブ座（2016年3月25日、東京グローブ座）ジェラルディン役[31][32]）

### ドラマCD
- 俺の妹が××すぎて眠れないCD（2011年、すばる[33]）
- 笑って!外村さん（2012年、佐藤[34]）
- アイドルマスター ミリオンライブ！ シリーズ（2015年 - 、中谷育）

### 映像商品
- THE IDOLM@STER MILLION LIVE! 
  - 3rdLIVE TOUR BELIEVE MY DRE@M!! LIVE Blu-ray 02@SENDAI（2016年）[35]
  - 4thLIVE TH@NK YOU for SMILE! LIVE Blu-ray DAY1/DAY3（2018年）[36][37][38]
  - 5thLIVE BRAND NEW PERFORM@NCE!!! LIVE Blu-ray DAY1（2019年）[39]
  - 6thLIVE TOUR UNI-ON@IR!!!! LIVE Blu-ray（2020年）[40][41]
  - 7thLIVE Q@MP FLYER!!! Reburn LIVE Blu-ray DAY1（2022年）[42][43][44]
  - 8thLIVE Twelw@ve LIVE Blu-ray DAY1（2022年）[45][46]
  - 9thLIVE ChoruSp@rkle!! LIVE Blu-ray DAY1（2024年）[47][48]
- THE IDOLM@STER 765 MILLIONSTARS HOTCHPOTCH FESTIV@L!! LIVE Blu-ray DAY1（2018年）[49][50]
- THE IDOLM@STER M@STERS OF IDOL WORLD!!!!! 2023 Blu-ray PERFECT BOX!!!!!（2023年）[51]

### その他コンテンツ
- 声優チャット
- パチンコ『Pフィーバー アイドルマスター ミリオンライブ!』（2021年、中谷育[52]）
- パチスロ『パチスロ アイドルマスター ミリオンライブ!』（2021年、中谷育[53]）

## ディスコグラフィ

### キャラクターソング
| 発売日   | 商品名                                                                          | 歌 | 楽曲 | 備考                                                                   |
| 2013年   | 2013年                                                                          | 2013年 | 2013年 | 2013年                                                                 |
| -------- | ------------------------------------------------------------------------------- | --- | --- | ---------------------------------------------------------------------- |
| 4月24日  | THE IDOLM@STER LIVE THE@TER PERFORMANCE 01 Thank You!                           | 765 MILLIONSTARS | 「Thank You!」 | ゲーム『アイドルマスター ミリオンライブ！』テーマソング                |
| 4月24日  | THE IDOLM@STER LIVE THE@TER PERFORMANCE 01 Thank You!                           | 765THEATER ALLSTARS | 「Thank You!」 | ゲーム『アイドルマスター ミリオンライブ！』テーマソング                |
| 11月27日 | THE IDOLM@STER LIVE THE@TER PERFORMANCE 08                                      | 中谷育（原嶋あかり） | 「グッデイ・サンシャイン!」 | ゲーム『アイドルマスター ミリオンライブ！』関連曲                      |
| 11月27日 | THE IDOLM@STER LIVE THE@TER PERFORMANCE 08                                      | 高槻やよい（仁後真耶子）、大神環（稲川英里）、中谷育（原嶋あかり）、矢吹可奈（木戸衣吹） | 「Good-Sleep, Baby♡」 | ゲーム『アイドルマスター ミリオンライブ！』関連曲                      |
| 2015年   |                                                                                 | | |                                                                        |
| 1月28日  | THE IDOLM@STER LIVE THE@TER HARMONY 08                                          | ミックスナッツ | 「ドリームトラベラー」 「Welcome!!」 | ゲーム『アイドルマスター ミリオンライブ！』関連曲                      |
| 1月28日  | THE IDOLM@STER LIVE THE@TER HARMONY 08                                          | 中谷育（原嶋あかり） | 「アニマル☆ステイション！」 | ゲーム『アイドルマスター ミリオンライブ！』関連曲                      |
| 9月30日  | THE IDOLM@STER LIVE THE@TER DREAMERS 01 Dreaming!                               | MILLION ALLSTARS | 「Welcome!!」 | ゲーム『アイドルマスター ミリオンライブ！』関連曲                      |
| 10月25日 | Twinkle☆Story                                                                   | twinkle star☆彡 | 「Twinkle☆Story」 |                                                                        |
| 10月25日 | Twinkle☆Story                                                                   | 滝川静葉（原嶋あかり） | 「Liar Blue♭」 |                                                                        |
| 2016年   |                                                                                 | | |                                                                        |
| 12月23   | THE IDOLM@STER LIVE THE@TER DREAMERS 04                                         | 秋月律子（若林直美）、伊吹翼（Machico）、エミリー スチュアート（郁原ゆう）、篠宮可憐（近藤唯）、我那覇響（沼倉愛美）、佐竹美奈子（大関英里）、高山紗代子（駒形友梨）、天空橋朋花（小岩井ことり）、中谷育（原嶋あかり）、水瀬伊織（釘宮理恵） | 「Dreaming!」 | ゲーム『アイドルマスター ミリオンライブ！』関連曲                      |
| 12月23   | THE IDOLM@STER LIVE THE@TER DREAMERS 04                                         | 天空橋朋花（小岩井ことり）、中谷育（原嶋あかり） | 「HELLO, YOUR ANGEL♪」 | ゲーム『アイドルマスター ミリオンライブ！』関連曲                      |
| 1月30日  | THE IDOLM@STER LIVE THE@TER SOLO COLLECTION Vo.03 Visual Edition                | 中谷育（原嶋あかり） | 「Good-Sleep, Baby♡」 | ゲーム『アイドルマスター ミリオンライブ！』関連曲                      |
| 12月7日  | THE IDOLM@STER LIVE THE@TER FORWARD 01 Sunshine Rhythm                          | レオ | 「ゲキテキ！ムテキ！恋したい！」 | ゲーム『アイドルマスター ミリオンライブ！』関連曲                      |
| 12月7日  | THE IDOLM@STER LIVE THE@TER FORWARD 01 Sunshine Rhythm                          | Sunshine Rhythm | 「サンリズム・オーケストラ♪」 | ゲーム『アイドルマスター ミリオンライブ！』関連曲                      |
| 2017年   |                                                                                 | | |                                                                        |
| 3月9日   | THE IDOLM@STER LIVE THE@TER SOLO COLLECTION 04 Sunshine Theater                 | 中谷育（原嶋あかり） | 「HELLO, YOUR ANGEL♪」 | ゲーム『アイドルマスター ミリオンライブ！』関連曲                      |
| 7月26日  | THE IDOLM@STER MILLION THE@TER GENERATION 01 Brand New Theater!                 | 765 MILLION ALLSTARS | 「Brand New Theater!」 | ゲーム『アイドルマスター ミリオンライブ！ シアターデイズ』テーマソング |
| 7月26日  | THE IDOLM@STER MILLION THE@TER GENERATION 01 Brand New Theater!                 | 765 MILLION ALLSTARS | 「Dreaming!」 | ゲーム『アイドルマスター ミリオンライブ！ シアターデイズ』関連曲       |
| 2018年   |                                                                                 | | |                                                                        |
| 1月31日  | THE IDOLM@STER MILLION THE@TER GENERATION 04 プリンセススターズ                 | プリンセススターズ | 「Brand New Theater!」 | ゲーム『アイドルマスター ミリオンライブ！ シアターデイズ』関連曲       |
| 3月7日   | THE IDOLM@STER MILLION LIVE! M@STER SPARKLE 07                                  | 中谷育（原嶋あかり） | 「ときどきシーソー」 | ゲーム『アイドルマスター ミリオンライブ！ シアターデイズ』関連曲       |
| 4月4日   | THE IDOLM@STER MILLION LIVE! M@STER SPARKLE 08                                  | 765 MILLION ALLSTARS | 「Brand New Theater!」 | ゲーム『アイドルマスター ミリオンライブ！ シアターデイズ』関連曲       |
| 4月25日  | THE IDOLM@STER MILLION THE@TER GENERATION 07 トゥインクルリズム                 | トゥインクルリズム | 「ZETTAI × BREAK!! トゥインクルリズム」 「Tomorrow Program」                                                                                       | ゲーム『アイドルマスター ミリオンライブ！ シアターデイズ』関連曲       |
| 6月1日   | THE IDOLM@STER LIVE THE@TER SOLO COLLECTION 06 プリンセススターズ               | 中谷育（原嶋あかり） | 「ドリームトラベラー」 | ゲーム『アイドルマスター ミリオンライブ！』関連曲                      |
| 8月29日  | THE IDOLM@STER MILLION THE@TER GENERATION 11 UNION!!                            | 765 MILLION ALLSTARS | 「UNION!!」 「Welcome!!」 | ゲーム『アイドルマスター ミリオンライブ！ シアターデイズ』関連曲       |
| 2019年   |                                                                                 | | |                                                                        |
| 4月26日  | THE IDOLM@STER THE@TER SOLO COLLECTION 07 PRINCESS STARS                        | 中谷育（原嶋あかり） | 「ゲキテキ！ムテキ！恋したい！」 | ゲーム『アイドルマスター ミリオンライブ！』関連曲                      |
| 7月24日  | THE IDOLM@STER MILLION THE@TER WAVE 01 Flyers!!!                                | 765 MILLION ALLSTARS | 「Flyers!!!」 | ゲーム『アイドルマスター ミリオンライブ！ シアターデイズ』関連曲       |
| 2020年   |                                                                                 | | |                                                                        |
| 8月26日  | THE IDOLM@STER MILLION THE@TER WAVE 10 Glow Map                                 | 765 MILLION ALLSTARS | 「Glow Map」 | ゲーム『アイドルマスター ミリオンライブ！ シアターデイズ』関連曲       |
| 2021年   |                                                                                 | | |                                                                        |
| 1月27日  | THE IDOLM@STER MILLION THE@TER WAVE 13 TIntMe!                                  | TIntMe! | 「Arrive You 〜それが運命でも〜」 「ライラックに包まれて」                                                                                         | ゲーム『アイドルマスター ミリオンライブ！ シアターデイズ』関連曲       |
| 2021年   |                                                                                 | | |                                                                        |
| 5月22日  | THE IDOLM@STER LIVE THE@TER SOLO COLLECTION 08 Princess Stars                   | 中谷育（原嶋あかり） | 「Tomorrow Program」 | ゲーム『アイドルマスター ミリオンライブ！ シアターデイズ』関連曲       |
| 7月28日  | THE IDOLM@STER MILLION THE@TER SEASON Harmony 4 You                             | 765 MILLION ALLSTARS | 「Harmony 4 You」 | ゲーム『アイドルマスター ミリオンライブ！ シアターデイズ』関連曲       |
| 7月28日  | THE IDOLM@STER MILLION THE@TER SEASON Harmony 4 You                             | プリンセススターズ | 「EVERYDAY STARS!!」 | ゲーム『アイドルマスター ミリオンライブ！ シアターデイズ』関連曲       |
| 8月25日  | THE IDOLM@STER MILLION LIVE! 聖ミリオン女学園                                   | 高坂海美（上田麗奈）、三浦あずさ（たかはし智秋）、中谷育（原嶋あかり） | 「カーテシーフラワー」 | ゲーム『アイドルマスター ミリオンライブ！ シアターデイズ』関連曲       |
| 11月24日 | THE IDOLM@STER MILLION LIVE! M@STER SPARKLE2 02                                 | 中谷育（原嶋あかり） | 「キミが真ん中にいた」 | ゲーム『アイドルマスター ミリオンライブ！ シアターデイズ』関連曲       |
| 2022年   |                                                                                 | | | ゲーム『アイドルマスター ミリオンライブ！ シアターデイズ』関連曲       |
| 2月12日  | THE IDOLM@STER LIVE THE@TER SOLO COLLECTION 09 Princess Stars                   | 中谷育（原嶋あかり） | 「ZETTAI × BREAK!! トゥインクルリズム」 | ゲーム『アイドルマスター ミリオンライブ！ シアターデイズ』関連曲       |
| 3月16日  | THE IDOLM@STER MILLION THE@TER VARIETY 01                                       | 中谷育（原嶋あかり）、我那覇響（沼倉愛美）、佐竹美奈子（大関英里）、篠宮可憐（近藤唯）、舞浜歩（戸田めぐみ） | 「ワールド・アスレチック・COOK-KING 〜勝者必食!?スポ食の秋〜」 「ワールド・アスレチック・COOK-KING 〜勝者必食!?スポ食の秋〜 シャッフルバージョン」 | ゲーム『アイドルマスター ミリオンライブ！ シアターデイズ』関連曲       |
| 7月27日  | THE IDOLM@STER MILLION THE@TER SEASON 夢にかけるRainbow                         | 765 MILLION ALLSTARS | 「夢にかけるRainbow」 | ゲーム『アイドルマスター ミリオンライブ！ シアターデイズ』関連曲       |
| 7月27日  | THE IDOLM@STER MILLION THE@TER SEASON 夢にかけるRainbow                         | プリンセススターズ | 「夢にかけるRainbow」 | ゲーム『アイドルマスター ミリオンライブ！ シアターデイズ』関連曲       |
| 10月26日 | THE IDOLM@STER MILLION THE@TER SEASON SHADE OF SPADE                            | SHADE OF SPADE | 「ESPADA」 「Harmony 4 You」 | ゲーム『アイドルマスター ミリオンライブ！ シアターデイズ』関連曲       |
| 10月26日 | THE IDOLM@STER MILLION THE@TER SEASON SHADE OF SPADE                            | 星井美希（長谷川明子）、舞浜歩（戸田めぐみ）、最上静香（田所あずさ）、篠宮可憐（近藤唯）、中谷育（原嶋あかり） | 「Criminally Dinner 〜正餐とイーヴルナイフ〜」 | ゲーム『アイドルマスター ミリオンライブ！ シアターデイズ』関連曲       |
| 12月14日 | THE IDOLM@STER MILLION THE@TER VARIETY 02                                       | 765 MILLION ALLSTARS | 「Brand New Theater! 〜Brand New Year Ver.〜」 | ゲーム『アイドルマスター ミリオンライブ！ シアターデイズ』関連曲       |
| 2023年   |                                                                                 | | |                                                                        |
| 1月14日  | THE IDOLM@STER LIVE THE@TER SOLO COLLECTION 11 Princess Stars                   | 中谷育（原嶋あかり） | 「ESPADA」 | ゲーム『アイドルマスター ミリオンライブ！ シアターデイズ』関連曲       |
| 3月23日  | THE IDOLM@STER 765 MILLION ALLSTARS BEST                                        | 765 MILLION ALLSTARS | 「Thank You!（765 MILLION ALLSTARS ver.）」 「夢にかけるRainbow（Brand New Ver.）」 「Crossing!」                                                  | ゲーム『アイドルマスター ミリオンライブ！ シアターデイズ』関連曲       |
| 3月23日  | THE IDOLM@STER LIVE THE@TER BEST                                                | Sunshine Rhythm | 「サンリズム・オーケストラ♪（Brand New Ver.）」 | ゲーム『アイドルマスター ミリオンライブ！ シアターデイズ』関連曲       |
| 4月22日  | THE IDOLM@STER LIVE THE@TER SOLO COLLECTION 12 Princess Stars                   | 中谷育（原嶋あかり） | 「カーテシーフラワー」 | ゲーム『アイドルマスター ミリオンライブ！ シアターデイズ』関連曲       |
| 7月26日  | THE IDOLM@STER MILLION LIVE! グッドサイン                                       | 765 MILLION ALLSTARS | 「グッドサイン」 | ゲーム『アイドルマスター ミリオンライブ！ シアターデイズ』関連曲       |
| 7月26日  | THE IDOLM@STER MILLION LIVE! グッドサイン                                       | プリンセススターズ | 「グッドサイン」 | ゲーム『アイドルマスター ミリオンライブ！ シアターデイズ』関連曲       |
| 8月23日  | THE IDOLM@STER MILLION ANIMATION THE@TER『Rat A Tat!!!』                        | MILLIONSTARS | 「Rat A Tat!!!」 | テレビアニメ『アイドルマスター ミリオンライブ！』オープニングテーマ    |
| 8月23日  | THE IDOLM@STER MILLION ANIMATION THE@TER『Rat A Tat!!!』                        | MILLIONSTARS | 「セブンカウント」 | テレビアニメ『アイドルマスター ミリオンライブ！』イメージソング        |
| 10月25日 | THE IDOLM@STER MILLION ANIMATION THE@TER MILLIONSTARS Team5th『バトンタッチ』   | MILLIONSTARS Team5th | 「バトンタッチ」 | テレビアニメ『アイドルマスター ミリオンライブ！』挿入歌                |
| 12月27日 | THE IDOLM@STER MILLION C@STING 01 解夏傀儡                                      | 真壁瑞希（阿部里果）、馬場このみ（髙橋ミナミ）、四条貴音（原由実）、周防桃子（渡部恵子）、中谷育（原嶋あかり） | 「解夏傀儡」 | ゲーム『アイドルマスター ミリオンライブ！ シアターデイズ』関連曲       |
| 2024年   |                                                                                 | | |                                                                        |
| 2月21日  | THE IDOLM@STER MILLION ANIMATION THE@TER START THE DREAM                        | MILLIONSTARS | 「REFRAIN REL@TION」 「Brand New Theater!」 | テレビアニメ『アイドルマスター ミリオンライブ！』挿入歌                |
| 2月21日  | THE IDOLM@STER MILLION ANIMATION THE@TER START THE DREAM                        | MILLIONSTARS | 「Thank You!（Acoustic ver.）」 | テレビアニメ『アイドルマスター ミリオンライブ！』挿入歌                |
| 2月23日  | アイドルマスター ミリオンライブ！ BD 特装版第2巻 特典CD                         | MILLIONSTARS Team5th | 「Rat A Tat!!!」 | テレビアニメ『アイドルマスター ミリオンライブ！』関連曲                |
| 2月24日  | THE IDOLM@STER LIVE THE@TER SOLO COLLECTION 「REFRAIN REL@TION」 Princess Stars | 中谷育（原嶋あかり） | 「REFRAIN REL@TION」 | テレビアニメ『アイドルマスター ミリオンライブ！』関連曲                |
| 7⽉31⽇  | THE IDOLM@STER MILLION LIVE! 7Days A Week!!                                     | 765 MILLION ALLSTARS | 「7Days A Week!!」 「DIAMOND DAYS」 | ゲーム『アイドルマスター ミリオンライブ！ シアターデイズ』関連曲       |
| 7⽉31⽇  | THE IDOLM@STER MILLION LIVE! 7Days A Week!!                                     | 真壁瑞希（阿部里果）、馬場このみ（高橋ミナミ）、四条貴音（原由実）、周防桃子（渡部恵子）、中谷育（原嶋あかり） | 「DIAMOND DAYS」 | ゲーム『アイドルマスター ミリオンライブ！ シアターデイズ』関連曲       |
| 7⽉31⽇  | THE IDOLM@STER LIVE THE@TER SOLO COLLECTION 「DIAMOND DAYS」 PRINCESS STARS     | 中谷育（原嶋あかり） | 「DIAMOND DAYS」 | ゲーム『アイドルマスター ミリオンライブ！ シアターデイズ』関連曲       |
| 2025年   |                                                                                 | | |                                                                        |
| 2月26日  | THE IDOLM@STER MILLION ARMOR ACE＆BEYOND                                        | 星井美希（長谷川明子）、北沢志保（雨宮天）、エミリー・スチュアート（郁原ゆう）、高山紗代子（駒形友梨）、中谷育（原嶋あかり） | 「Lullaby for Armors」 | ゲーム『アイドルマスター ミリオンライブ！ シアターデイズ』関連曲       |
| 3月26日  | THE IDOLM@STER MILLION MOVEMENT OF STARDOM ROAD 08 涙を知ること                 | 桜守歌織（香里有佐）、大神環（稲川英里）、ジュリア（愛美）、中谷育（原嶋あかり） | 「涙を知ること」 | ゲーム『アイドルマスター ミリオンライブ！ シアターデイズ』関連曲       |

### その他参加楽曲
| 発売日         | 商品名              | 歌                                         | 楽曲 | 備考                                      |
| -------------- | ------------------- | ------------------------------------------ | --- | ----------------------------------------- |
| 2012年6月24日  | Sing a Song Aloud!! | 津田美波、佐々木智代、原嶋あかり           | 「Sing a Song Aloud!!」 | Webラジオ『ハマテレビジョン』テーマソング |
| 2016年8月19日  | Blue Border         | chocoNekoβ（原嶋あかり）                   | 「Blue Border」 「Scarred」 |                                           |
| 2017年2月11日  | キミとのFuture!!    | chocoNekoβ（原嶋あかり）                   | 「キミとのFuture!!」 「純白ショコラティエ」 |                                           |
| 2017年10月29日 | Comet Seeker        | chocoNekoβ（原嶋あかり）                   | 「Comet Seeker」 「カラフルファンタジー」 「レターソング」 「Re:crescendo」 「LiarBlue♭-chocoNekoβMix-」 「世界は恋に落ちている」 「This game」 |                                           |
| 2017年10月29日 | Comet Seeker        | chocoNekoβ（原嶋あかり） with 小岩井ことり | 「inner wave」 |                                           |
| 2019年10月27日 | WHITE ROSE          | chocoNekoβ（原嶋あかり）                   | 「rainy dawn」 |                                           |